# Aploactis
Genre
Aploactis est un genre de poisson de la famille des Scorpaenidae.

## Liste d'espèces
Selon World Register of Marine Species (26 nov. 2010), ITIS (26 nov. 2010) et FishBase (13 mai 2014) :
- Aploactis aspera (Richardson, 1845)